# 岐阜県道201号溝口下白金線
岐阜県道201号溝口下白金線（ぎふけんどう201ごう みぞくちしもしろかねせん）は、岐阜県岐阜市から同県関市に至る一般県道である。

## 概要

### 路線データ
- 起点：岐阜県岐阜市溝口中（岐阜県道94号岐阜美濃線交点）
- 終点：岐阜県関市下白金（岐阜県道287号上白金真砂線交点）

## 沿革
- 1977年（昭和52年）2月27日 ： 認定[1]

## 通過する自治体
- 岐阜県
  - 岐阜市
  - 関市

## 接続する道路
- 岐阜県道94号岐阜美濃線（岐関大橋西交差点）
- 岐阜県道287号上白金真砂線（関市上白金地内 - 関市下白金地内で重複）

## 周辺
- 溝口公園
- 岐阜県魚苗センター関事業所
- 岐関大橋（長良川）
- 今川橋（今川）
- 桜橋（津保川）